# Levate
Levate là một đô thị ở tỉnh Bergamo trong vùng Lombardia của nước Ý, có vị trí cách khoảng 40 km về phía đông bắc của Milano và khoảng 8 km về phía tây nam của Bergamo. Tại thời điểm ngày 31 tháng 12 năm 2004, đô thị này có dân số 3.388 người và diện tích là 5,3 km².
Levate giáp các đô thị: Comun Nuovo, Dalmine, Osio Sopra, Osio Sotto, Stezzano, Verdellino, Verdello.